# Sant Vicenç de Palmerola
Sant Vicenç de Palmerola és una església romànica de les Llosses inclosa a l'Inventari del Patrimoni Arquitectònic de Catalunya.

## Descripció
Entre els quilòmetres 2 i 3 de la carretera que, deixant enrere Borredà, al quilòmetre 9 té la veïna església de Santa Maria de Matamala, s'enfila un camí carreter que, després de la forta pujada, arriba al mateix punt del castell. Junt al castell, hi ha l'església antiga, dedicada a Sant Vicenç. "La vella església parroquial, dedicada a Sant Vicenç -comenta Botet,a començaments del segle actual-, s'aixeca quasi isolada sobre un serrat prop de les despulles d'un antic castell senyorial; la nova, voltada d'algunes cases, està més al fons de la vall".

## Història
L'historiador Monsalvatge escrivia el 1910 que l'església de Sant Vicenç de Palmerola i la seva filial de Sant Julià de Palmerola ("Palmerola sive Palmerola": 839) -o de la Moreta- "son las dos únicas iglesias que hay en la provincia de Gerona que pertenencen al obispado de Solsona". El rei Martí l'Humà, el 1398, incorporà a la Corona la parròquia de "Sancti Vincencii de Palmerola". Antic de Palmerola, donzell, el 1554 demanava al prior de Sant Jaume de Frontanyà que proveís l'església parroquial de Sant Vicenç de Palmerola. L'hereva d'Antic de Palmerola fou Helena de Palmerola, qui es casà amb Jaume d'Alamany Descatllar, introduint-se així en aquesta línia familiar.